# Malzy
Malzy település Franciaországban, Aisne megyében. Lakosainak száma 181 fő (2022. január 1.). Malzy Chigny, Crupilly, Lavaqueresse, Monceau-sur-Oise, Proisy, Romery és Villers-lès-Guise községekkel határos.

## Története
A falu neve 1270-ben a Fervaques-i apátság egyik kartotékjában jelent meg Malisis néven. Az írásmód aztán a különböző átírók szerint többször változott: Malesis, Malzis, Malezis, Malesis-les-Guise-en-Theraisse, Maleziz, Mallesis, Malsis, Malzi, majd a 18. században a Cassini-térképen tűnt fel a jelenlegi írásmód Malzy alakban.
Neve 1060-ban Malziacus néven volt említve. Eredete úgy tűnik, hogy a római kori alapító nevéből származik.
Malzy földjei négy uradalomra oszlottak: Malzy, Brandouzy, Ribeauville és a maubeuge-i kanonokok földjeiként.
Az 1635 és 1659 közötti francia-spanyol háború alatt a régió falvait folyamatosan pusztították a francia és idegen csapatok. Ebben az időben Thiérache falvai, mint például Malzy is, templomtornyaikat erődítménnyé alakították át, hogy a lakosok támadás esetén oda menekülhessenek.
A mellékelt Cassini-térképen látható, hogy a 18. század közepén Malzy az Oise folyó jobb partján fekvő község volt. Északkeletre található Le Brűle falucska, melynek vízimalma a névadó patakon. Ennek a falunak különböző nevei voltak: Bruisle 1266-ban, Bruylle, Bruyle, Bruille, Bruslle.
Nem messze innen található Brandouzy kastélya, amelynek neve először 1483-ban jelenik meg. Ez a kastély egykor a Vadencourt vikomtsághoz tartozott.

## Az első világháború
Kevesebb mint egy hónappal a háború kitörése után 1914. augusztus 28-án, a falut a német csapatok szállták meg, miután a francia hadsereg vereséget szenvedett a guise-i csatában. A háború alatt a falu távol maradt a fronttól, amely mintegy 150 km-re nyugatra, Péronne közelében stabilizálódott. A falut két nap alatt szabadította fel a 115. vadászzászlóalj; Malzy-t november 5-én, Le Brűlé-t pedig november 6-án. A háborús emlékmű annak a 14 falubeli katonának a nevét viseli, akik az 1914-1918-as háborúban Franciaországért haltak meg.

## Népesség
A település népességének változása:
| Lakosok száma | 244  | 199  | 195  | 202  | 187  | 197  | 203  | 204  | 196  | 181  |
|               | 1968 | 1982 | 1990 | 2006 | 2013 | 2015 | 2017 | 2019 | 2020 | 2022 |